# Blanchard (Louisiana)
Blanchard és una població dels Estats Units a l'estat de Louisiana. Segons el cens del 2000 tenia 2.050 habitants.

## Demografia
Segons el cens del 2000, Blanchard tenia 2.050 habitants, 787 habitatges, i 602 famílies. La densitat de població era de 328,4 habitants/km².
Dels 787 habitatges en un 37% hi vivien nens de menys de 18 anys, en un 65,8% hi vivien parelles casades, en un 7,9% dones solteres, i en un 23,4% no eren unitats familiars. En el 21,5% dels habitatges hi vivien persones soles el 13,7% de les quals corresponia a persones de 65 anys o més que vivien soles. El nombre mitjà de persones vivint en cada habitatge era de 2,6 i el nombre mitjà de persones que vivien en cada família era de 3,02.
Per edats la població es repartia de la següent manera: un 0% tenia menys de 18 anys, un 0% entre 18 i 24, un 0% entre 25 i 44, un 0% de 45 a 60 i un 14,6% 65 anys o més.
L'edat mediana era de 38 anys. Per cada 100 dones de 18 o més anys hi havia 86,2 homes.
La renda mediana per habitatge era de 44.750 $ i la renda mediana per família de 58.047 $. Els homes tenien una renda mediana de 41.161 $ mentre que les dones 26.161 $. La renda per capita de la població era de 22.391 $. Entorn del 2,8% de les famílies i el 5,2% de la població estaven per davall del llindar de pobresa.

## Poblacions més properes
El següent diagrama mostra les poblacions més properes.